# Darren Byfield

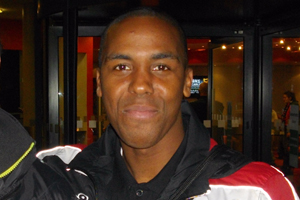
Darren Byfield

Darren Byfield (Birmingham, 29 september 1976) is een Engels voetballer met Jamaicaanse roots. Hij speelt op dit ogenblik als aanvaller voor Walsall FC. Hij tekende bij Walsall in de zomer van 2009/2010 na een transfervrije overkomst van Oldham Athletic.
Hij speelde in het seizoen 2006/7 28 keer voor Millwall FC, waarin hij 16 doelpunten scoorde. 
Hij speelde er met het nummer 10.
Darren kwam in het verleden zes keer uit voor de Jamaicaanse nationale ploeg, hij scoorde hierin één keer.
Zijn partner was de Engelse zangeres Jamelia, met wie hij een dochter heeft, genaamd Tiani.
Zij leven op dit moment gescheiden van elkaar.

## Carrière
- Aston Villa: 07/1993 - 07/2000
  - Preston North End: 06/11/1998 - 09/01/1999 (huur)
  - Northampton Town FC: 03/08/1999 - 12/09/1999 (huur)
  - Cambridge City FC: 17/09/1999 - 25/10/1999 (huur)
  - Blackpool FC: 07/03/2000 - 08/06/2000 (huur)
- Walsall FC: 08/06/2000 - 28/03/2002
- Rotherham United: 28/03/2002 - 06/02/2004
- Sunderland AFC: 06/02/2004 - 21/07/2004
- Gillingham FC: 21/07/2004 - 08/06/2006
- Millwall FC: 08/06/2006 - 29/08/2007
- Bristol City FC: 29/08/2007 - 07/2008
- Doncaster Rovers: 07/2008 - 07/2009
  - Oldham Athletic: 11/2008 - 01/2009 (huur)
- Oldham Athletic: 07/2009 - 08/2009
- Walsall FC: 08/2009 - ...